# Open sterrenhoop

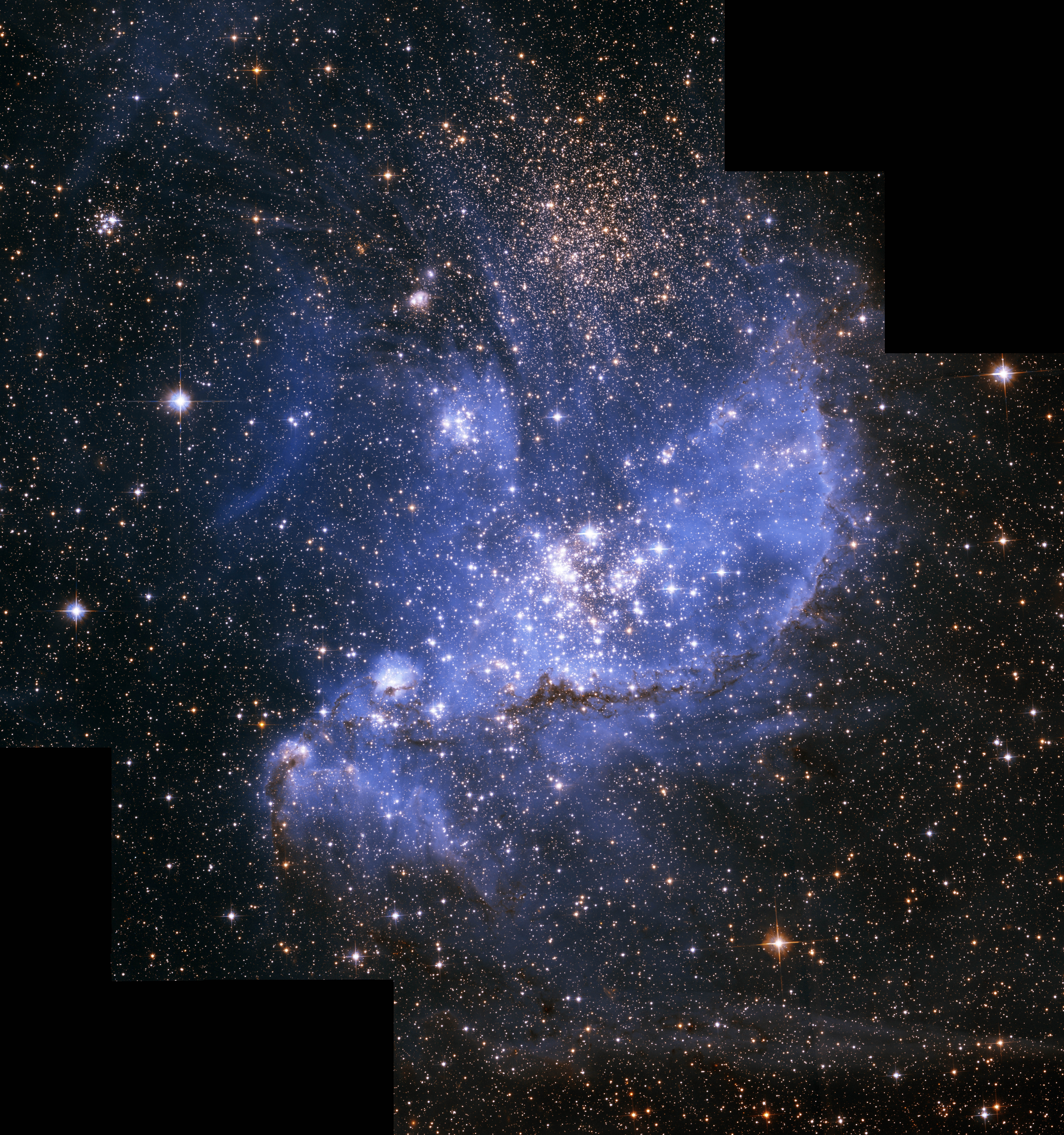
De open sterrenhoop NGC 346 met omringende nevel in de Kleine Magelhaense wolk

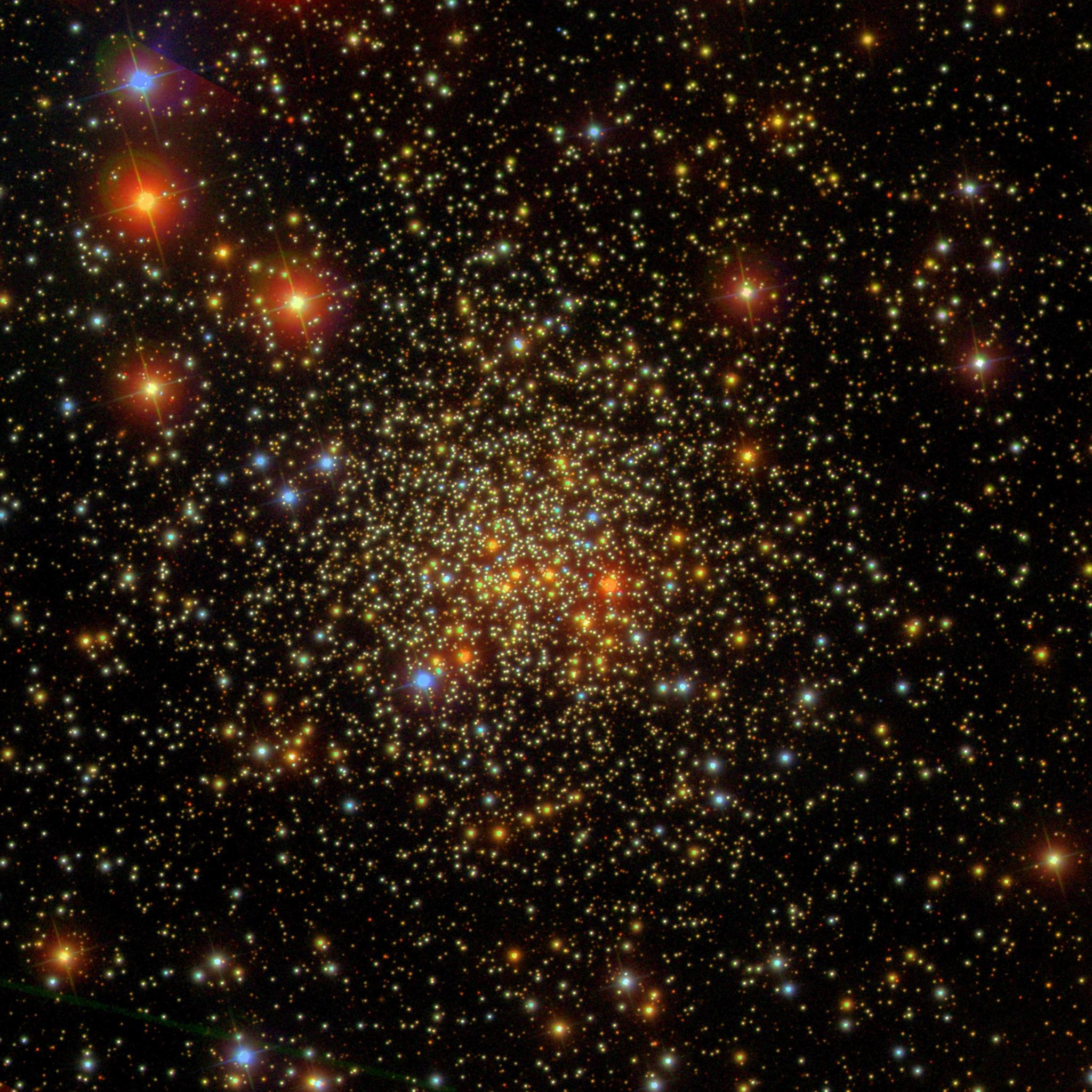
De open sterrenhoop NGC 2158 is niet geassocieerd met een nevel.

Een open sterrenhoop of open cluster  is een groep van 20 tot 1000 sterren die uit dezelfde moleculaire wolk zijn ontstaan en ongeveer dezelfde leeftijd hebben. Soms noemt men ze ook galactische clusters, aangezien ze in het galactische vlak te vinden zijn.
Bekende open sterrenhopen zijn het Zevengesternte en de Hyaden, beide in de Stier (Taurus).

## Kenmerken

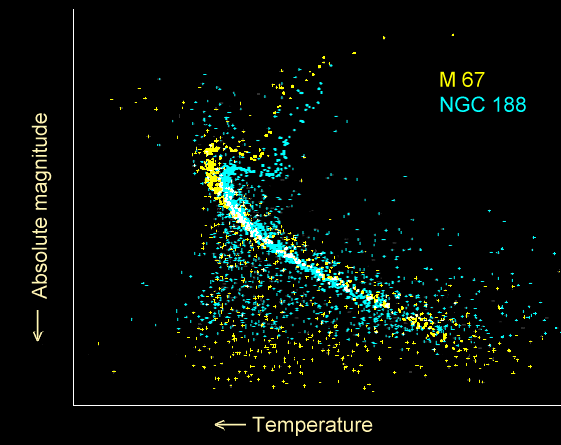
Het Hertzsprung-Russelldiagram van de open sterrenhopen van verschillende leeftijd, Messier 67 en NGC 188. Messier 67 is jonger dan NGC 188 omdat het punt waar de sterren afbuigen van de hoofdreeks blauwer is.

Open sterrenhopen zijn doorgaans jong (naar astronomische maatstaven) en bevatten dus verscheidene hete en heldere sterren. Hierdoor zijn open sterrenhopen zichtbaar op grote afstand en vormen ze een van de favoriete objecten voor amateur-astronomen. De "ouder"-moleculaire wolk is meestal nog in de buurt van de cluster, die delen van de wolk verlicht en zo zichtbaar maakt als een of meer H-II-gebieden of reflectienevels.
Alle sterren in een open sterrenhoop hebben ongeveer dezelfde leeftijd en chemische samenstelling. De verschillen tussen de sterren zijn enkel te wijten aan hun massa's. De meeste open sterrenhopen worden gedomineerd door enorme blauwe sterren van het O- of B-type, die zeer lichtgevend maar kortlevend zijn. De leeftijd van een sterrenhoop kan geschat worden door te kijken naar de verhoudingen van de aantallen blauwe, gele en rode sterren. Hoe meer blauwe sterren, hoe jonger de sterrenhoop is (van de twee open sterrenhopen in de grafiek is de leeftijd van NGC 188 groter dan die van M 67). De uniformiteit van de sterren van zo'n sterrenhoop maakt open sterrenhopen ideale tests voor modellen van stellaire evolutie, want wanneer men de sterren van zo'n sterrenhoop met elkaar vergelijkt, zijn de meeste parameters dezelfde. Hierdoor is het testen van het model eenvoudiger.

## Ontstaansgeschiedenis
De sterren binnen een open sterrenhoop zijn eerst dicht opeengepakt en bewegen zich met dezelfde snelheid rond de Melkweg. Ongeveer ieder half miljard jaar zal een klassieke open sterrenhoop  verstoord worden door externe factoren (zoals een moleculaire wolk die voorbijkomt), waardoor de sterren lichtjes met verschillende snelheden gaan bewegen en ze stilaan verder van elkaar gaan zitten (zoals met Grote Beer is gebeurd). Wanneer dit gebeurt, wordt de sterrenhoop een moving group
die niet dicht genoeg zitten om een gewone sterrenhoop te kunnen worden genoemd maar die allen bij elkaar horen en die ongeveer in dezelfde richting bij dezelfde snelheid gaan.
Na een miljardtal jaar is de open sterrenhoop volledig opgelost. Sommige sterren zullen zich aan de andere kant van het melkwegstelsel bevinden dan de rest. De open sterrenhoop waaruit onze zon is gekomen heeft dit lot eveneens ondergaan. Er is geen enkele manier om te zeggen welke sterren oorspronkelijk tot dezelfde sterrenhoop behoorden en welke toevallig dezelfde leeftijd hebben maar elders vandaan komen.
Het exacte verloop van deze evolutie hangt waarschijnlijk af van de oorspronkelijke dichtheid van de sterrenhoop: hoe groter die was, hoe langer hij zal overleven. Er is echter geen enkele open sterrenhoop bekend die langer dan een paar miljard jaar heeft geleefd.

## Voorkomen
De dichtstbijzijnde (afstand ongeveer 80 lichtjaar) open sterrenhoop is Collinder 285 ofwel de Ursa Major associatie in de Grote Beer (Ursa Major). De meeste sterren van dit sterrenbeeld maken deel uit van deze oude en bijna volledig uiteengevallen open sterrenhoop. Onze zon bevindt zich in de rand van wat men de Ursa-Majorstroom noemt – een groep sterren (waaronder Sirius) die allen ooit tot de sterrenhoop hebben behoord en nu verspreid zijn over een gebied van 30 bij 18 lichtjaren. De zon behoort er niet toe, ze komt slechts voorbij.